# 原州 (辽朝)
原州，辽朝时设置，为头下军州。
治所在今辽宁省康平县西北。本辽东北安平县地。国舅金德俘掠汉民建城。户五百。金朝时废。